# Plätzlerzunft

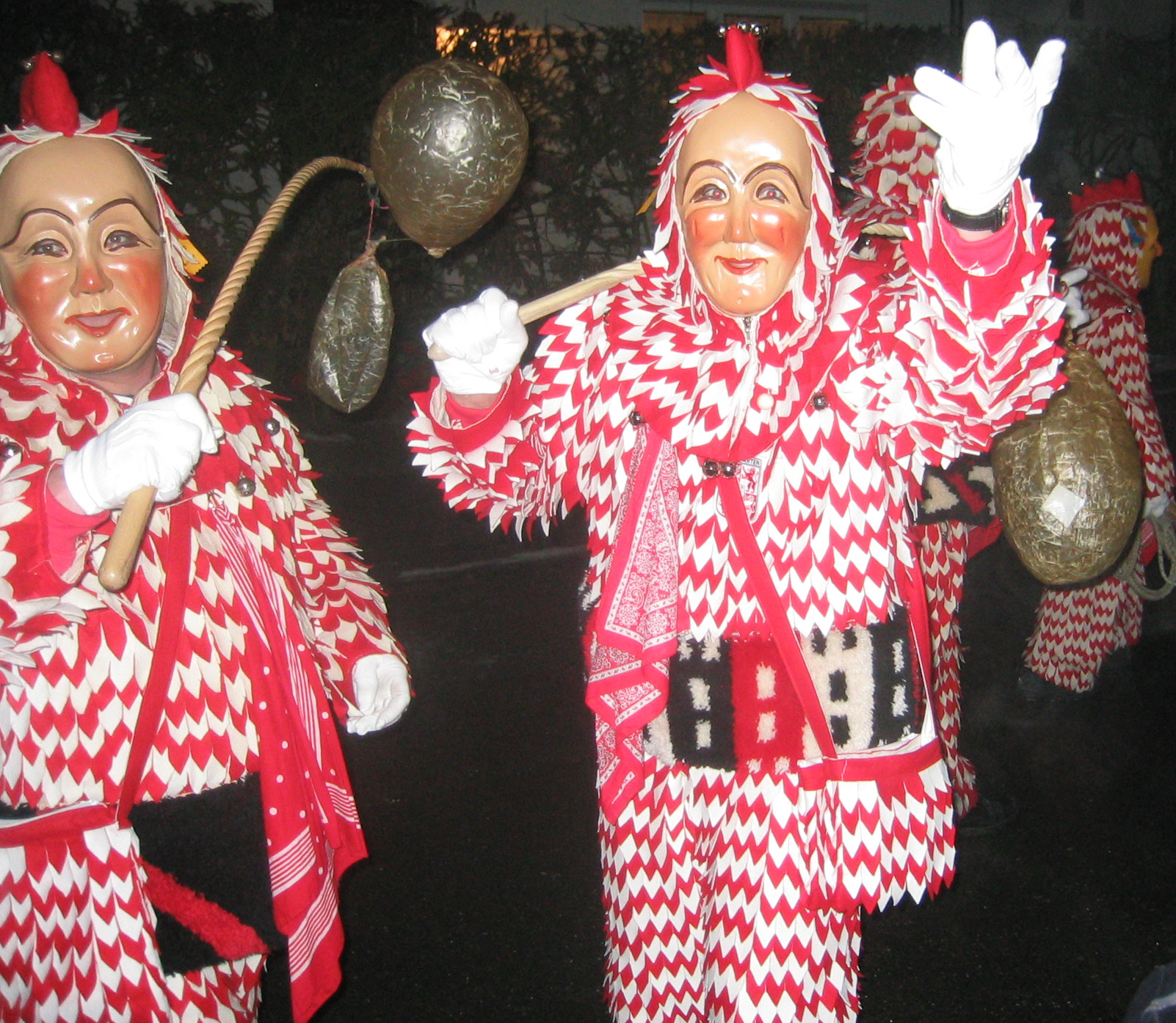
Rot-weiße Plätzler

Die Plätzlerzunft Altdorf-Weingarten 1348 e. V. ist eine Narrenzunft in der Tradition der schwäbisch-alemannischen Fastnacht in Weingarten. Die Zunft ist Mitglied in der Vereinigung Schwäbisch-Alemannischer Narrenzünfte (VSAN).

## Geschichte

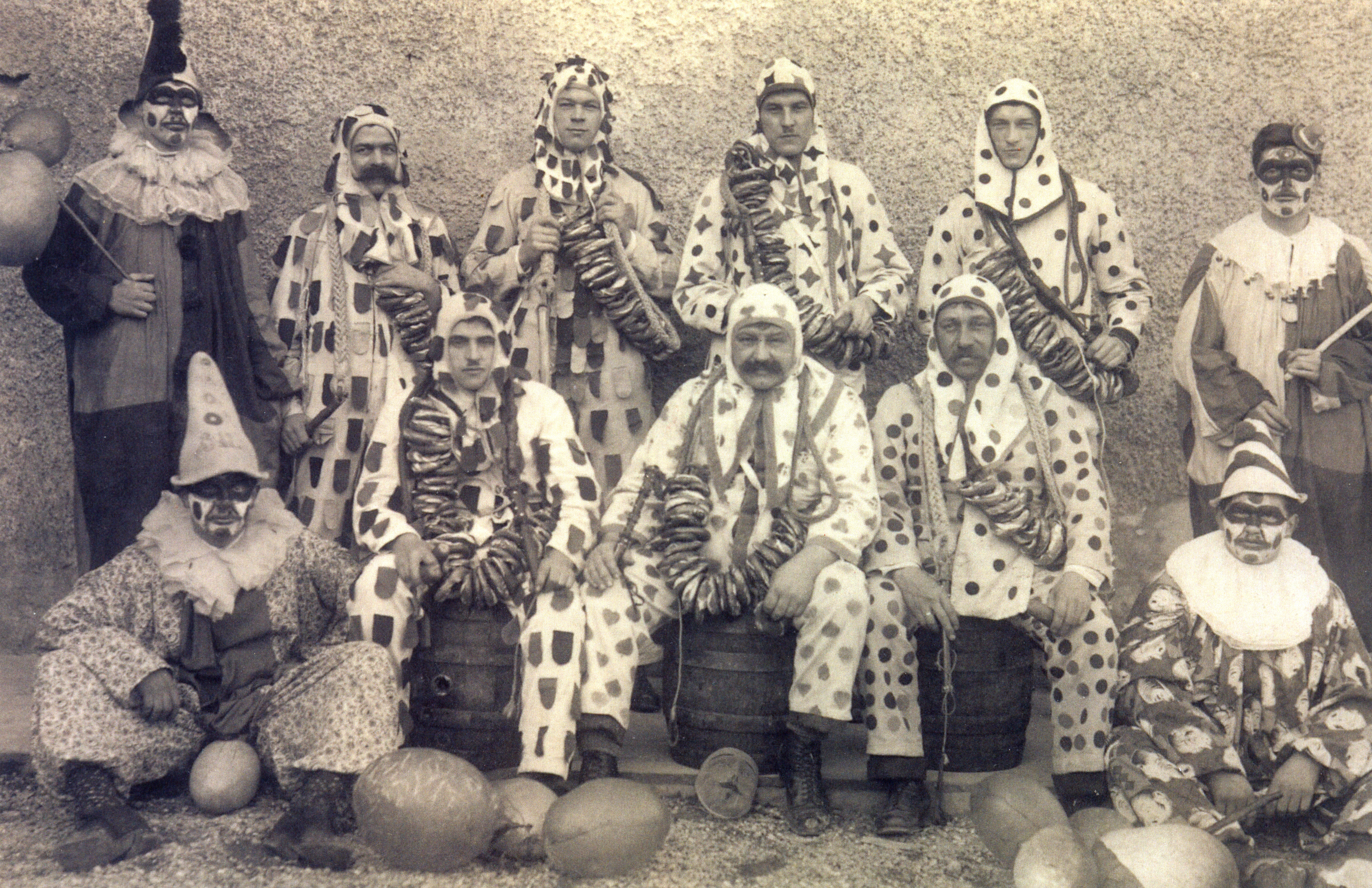
Plätzler 1922

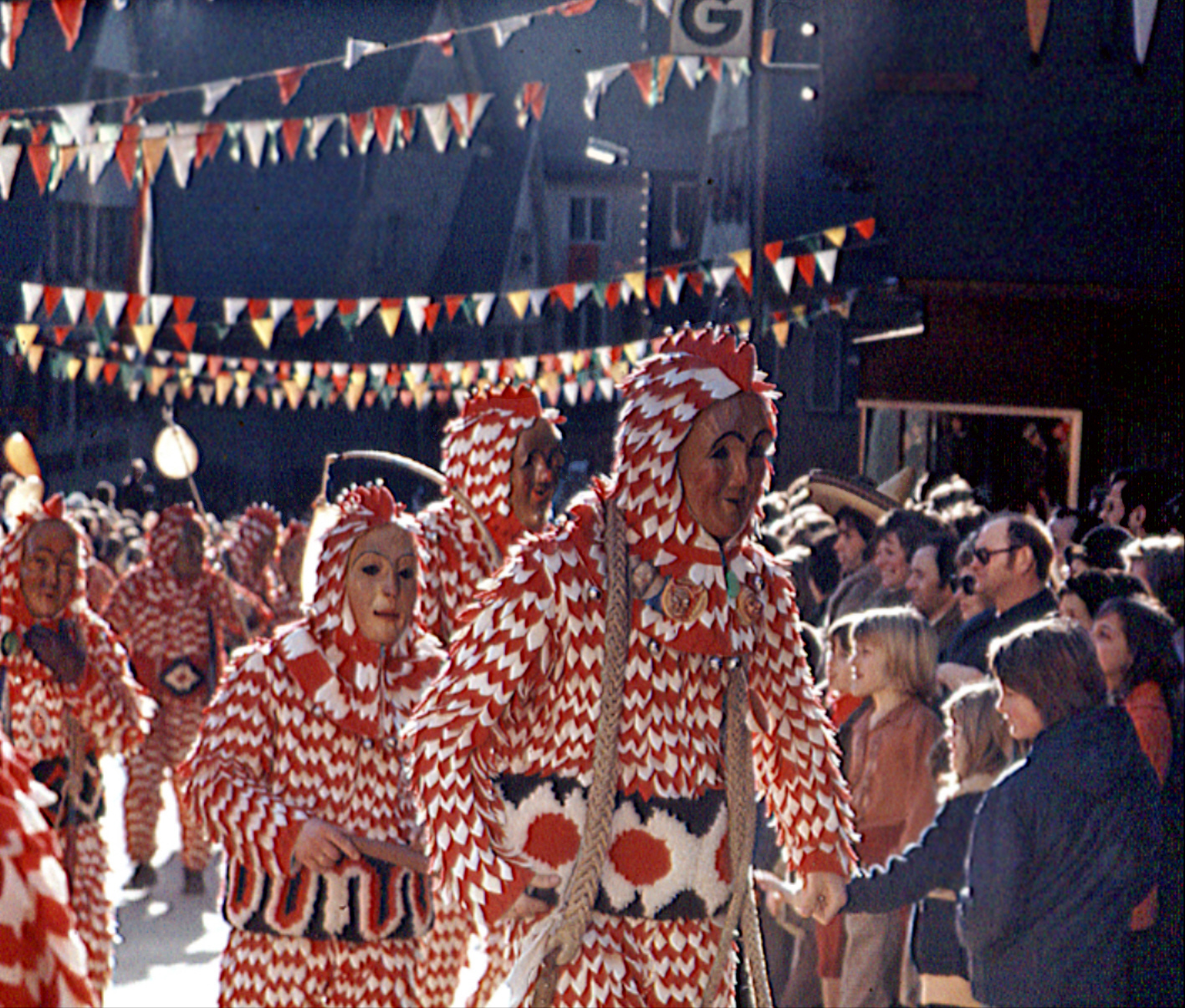
Rot-weiße Plätzler bei einem Narrentreffen 1974

Obwohl die Gründung der Plätzlerzunft als Verein, wie bei den meisten Narrenzünften, erst ins 20. Jahrhundert fällt, sind in Weingarten Hinweise auf fastnächtliche Brauchformen schon weitaus früher zu finden.
Laut einer angeblichen mündlichen Überlieferung sollen im Jahr 1348 die Bürger nach der überstandenen Beulenpest um das Rathaus des damals noch Altdorf genannten Ortes getanzt sein. Da diese Überlieferung schriftlich erstmals 1870 auftaucht und mündliche Überlieferungen ansonsten nicht nachgewiesen werden können, dürfte es sich um eine Erfindung des sagen- und mittelalterbegeisterten 19. Jahrhunderts handeln. Den Weingartner Narren ist dies durchaus bewusst, und so wird das Ende des Vereinsnamens „1348 e. V.“ gerne scherzhaft auch bei öffentlichen Anlässen als „eventuell verlogen“ aufgelöst.
Der erste schriftliche Hinweis auf eine für die schwäbisch-alemannische Fastnacht typische Vermummung in Weingarten findet sich in einer erhaltenen Anordnung aus der Zeit des Bauernkriegs von 1525. „Item soll auch keiner noch keine sich in die Mummerei vergeben, weder Tag noch Nacht peen 10 Pfund.“ Frühere Belege könnten, so sie existierten, einem Archivbrand 1632 zum Opfer gefallen sein. Die Vermutung, dass Rathaustänze in Weingarten regelmäßige Veranstaltungen waren, bestätigt ein Ratsprotokoll aus dem Jahre 1786, in dem es heißt: „Alois Hermann und Carl Huber bitten im Namen der sämtlichen Bürgerschaft, wie gewöhnlich die Fasnachtstage um das Rathaus tanzen zu dürfen.“
Nach dem Anschluss von Altdorf zum protestantisch geprägten Königreich Württemberg und der Säkularisation des Klosters Weingarten wurden 1807 Umzüge und nächtliches Maskieren durch ein königliches Dekret verboten. 1815 wurde dieses Verbot nach massiven Protesten einiger Wirte wieder aufgehoben.
Die erste bildliche Darstellung der Hauptfigur der Fastnacht in Weingarten, des Plätzlers, findet sich auf einem inzwischen verschollenen Pfeifenkopf, der sich wohl zwischen 1860 und 1870 datieren lässt. Darauf ist ein Plätzler in seinem charakteristischen Fleckleshäs mit Karbatsche dargestellt, der Brezeln verteilt. In einer Anordnung des Stadtrates von 1861 findet man die erste urkundliche Erwähnung des Plätzlers: „Hinsichtlich der Masken wird festgesetzt: a) dass sich abends nach 6 Uhr kein sogenannter Plätzler mehr sehen lassen darf, bei Vermeidung einer Arreststrafe…“ 
In den nun folgenden Jahren gründete sich ein Narrenverein, dessen Aufgabe es war, jedes Jahr einen großen Fastnachtsumzug zu organisieren. Diese Umzüge, die ab 1868 stattfanden, waren allerdings, wie in dieser Zeit fast überall im südwestdeutschen Raum, vom rheinischen Karneval geprägt. Gegen Ende des 19. Jahrhunderts schlief die organisierte Fastnacht in Weingarten vollständig ein.
Nachdem die Fastnacht in Weingarten bis 1920 durch die örtlichen Vereine und einige Familien getragen wurde, gründeten Dr. Fritz Mattes und Josef Golling 1928 die Althistorische Plätzlerzunft Altdorf-Weingarten. Die alten Bräuche, wie der Plätzler, das Fasnetsbutzenrössle, die Rathaustänze und Fastnachtsspiele wurden in der neuen Zunft vereinigt und durch weitere Maskenarten und Bräuche ergänzt. 1931 traten die ersten Plätzler in den heute typischen Farben rot und weiß auf, den Stadtfarben Weingartens, die auf die jahrhundertelange Zugehörigkeit Altdorfs zu Vorderösterreich zurückgehen. Die bisher getragenen Drahtgazemasken wurden durch Holzlarven ersetzt. 1933 trat die Plätzlerzunft der Vereinigung Schwäbisch-Alemannischer Narrenzünfte bei.
Während des Zweiten Weltkrieges und in den ersten Nachkriegsjahren wurde in Weingarten keine Fastnacht mehr gefeiert. Erst ab 1948 fanden wieder regelmäßig Fastnachtsumzüge statt.

## Narrenfiguren

### Plätzler

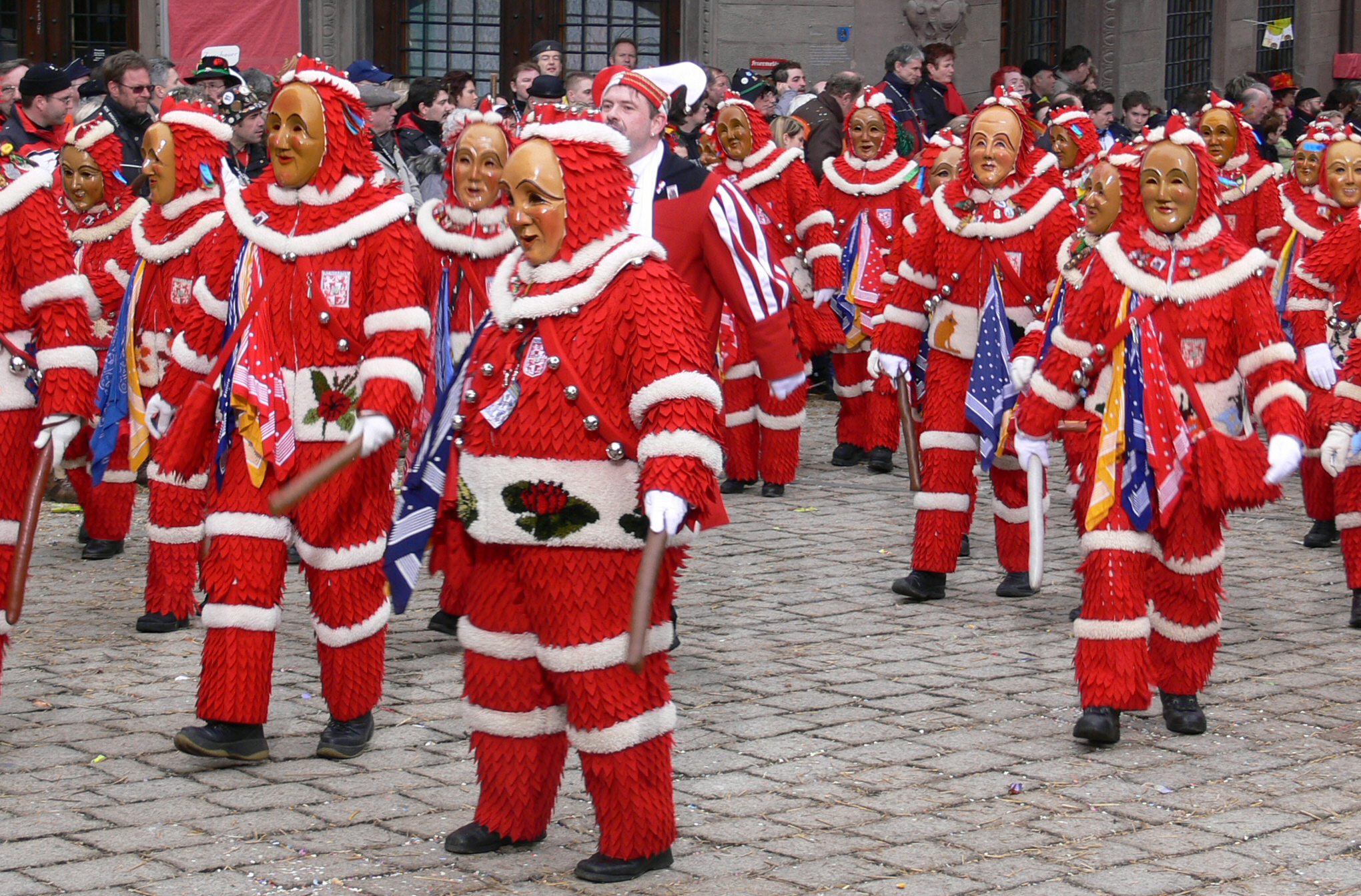
Die Roten Plätzler

Der Plätzler ist die Hauptfigur der Zunft. Es gibt den Plätzler in den Variationen rot-weiß, rot und weiß. Jeder Plätzler trägt ein sogenanntes Fleckleshäs, das aus 5000 bis 7000 Filzflicken besteht, einen geknüpften Gürtel mit individuellem Motiv und eine Holzmaske. Daneben führt jede Plätzlervariation verschiedene Narrenattribute mit sich. Der rot-weiße Plätzler trägt eine Karbatsche oder eine Schweinsblase (schwäbisch: „Saubloder“). Das Häs des rot-weißen Plätzlers wird nur von Männern getragen. Der rote Plätzler trägt ein Gschell sowie eine Narrenwurst. Sein Häs wird von weiblichen und männlichen Personen getragen. Der weiße Plätzler trägt als Attribute neben einem Gschell einen Schirm. Auch als weiße Plätzler sind sowohl Männer als auch Frauen verkleidet. Diese heutigen Formen wurden alle zur Gründung der Zunft in den Jahren 1931 bis 1934 erschaffen.
Eine Sonderform des Plätzlers ist der „Urblätzler“. Er ist quasi der „Urahn“ der heutigen Plätzler. Er zeigt, wie die Blätzler vor der offiziellen Zunftgründung, also Ende des 19. und zu Beginn des 20. Jahrhunderts ausgesehen haben. Er trägt ein buntes Fleckleshäs sowie eine Maske aus Drahtgaze. Seine Narrenattribute sind ein Gschell mit offenen Schellen und entweder eine Ledergeißel oder eine Schweinsblase. Dieses Häs wird heute nur von Männern über 50 Jahren getragen und wurde zum Landschaftstreffen 2006 wiederbelebt.

### Rössle

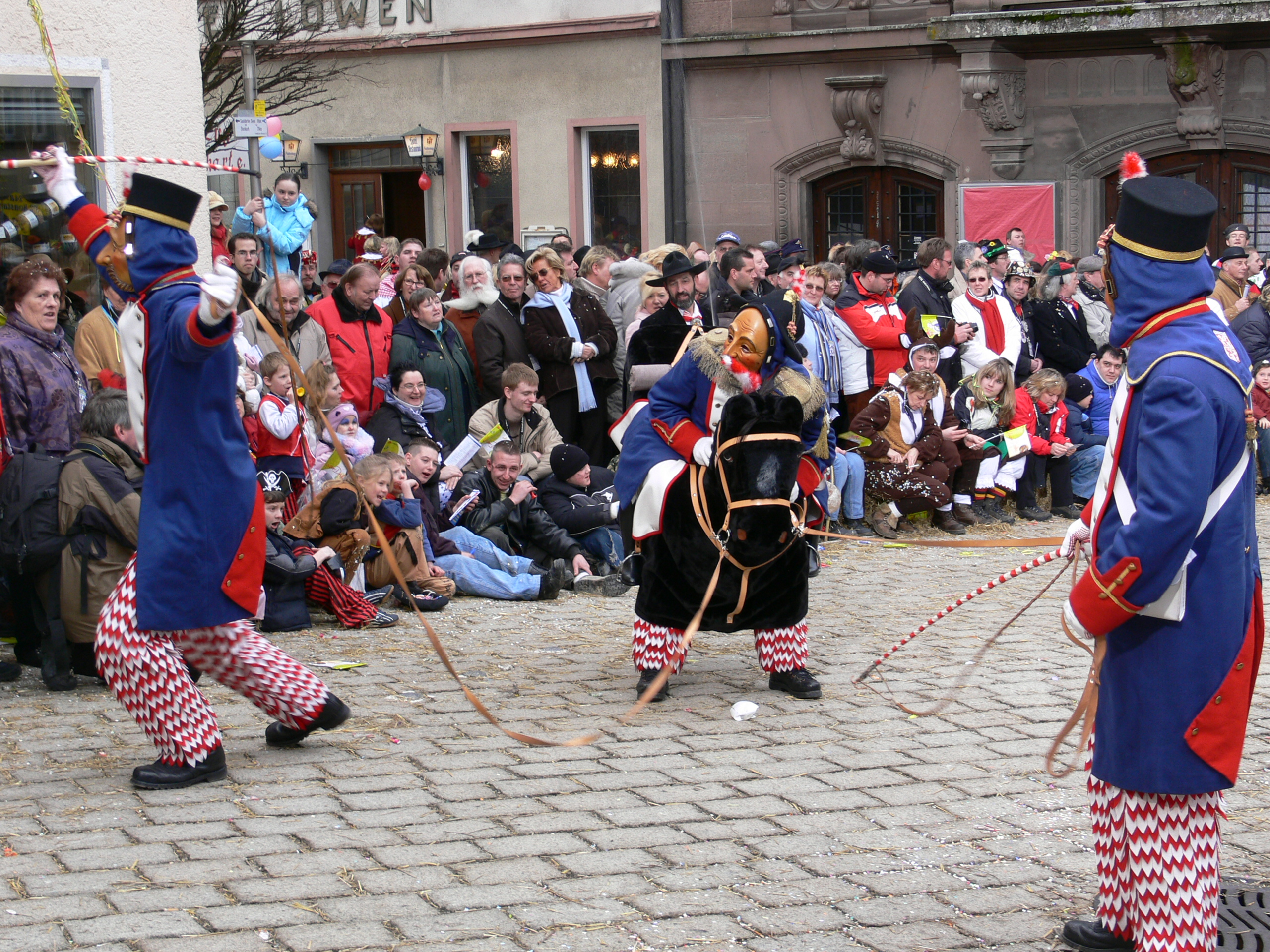
Das Fasnetsbutzarössle

Die älteste belegte Figur der Fasnet in Weingarten sind die Rössle (Pferde), die Fasnetsbutzarössle. Erstmals wurde diese Figur 1825 erwähnt. Ursprünglich lud das Rössle zu den Fastnachtsveranstaltungen ein und sammelte Nahrungsmittel, die an Kinder und Bedürftige weitergegeben wurden. Jede Rösslegruppe besteht aus einer Pferdeattrappe, einem Reiter und zwei Plätzlern, den sogenannten Treibern, die das Rössle mit Lederriemen und Peitsche durch die Stadt treiben. Solche „Scheinpferde“ sind auch bei den Nürnberger Schembartläufen vorhanden.
Insgesamt existieren vier verschiedene Arten der Rössle: Das rote Rössle, das rot-weiße Rössle, das Generalsrössle und das Kinderrössle. Beim roten und beim rot-weißen Rössle tragen sowohl die Reiter als auch die Treiber das jeweils zugehörige Plätzlerhäs. Das Generalsrössle geht auf Nepomuk Walser zurück, der das Rössle im 19. Jahrhundert in einer französischen Generalsuniform ritt. Diese Form des Rössles wurde 1975 wieder zum Leben erweckt. Beide Treiber tragen französische Uniformen des 19. Jahrhunderts, der Reiter trägt eine Generalsuniform mit typischem Zweispitz. Das Kinderrössle wurde erstmals 1928 erwähnt. Reiter und Treiber werden dabei von Kindern dargestellt. Das Häs entspricht dem des Generalrössles.

### Lauratalgeister

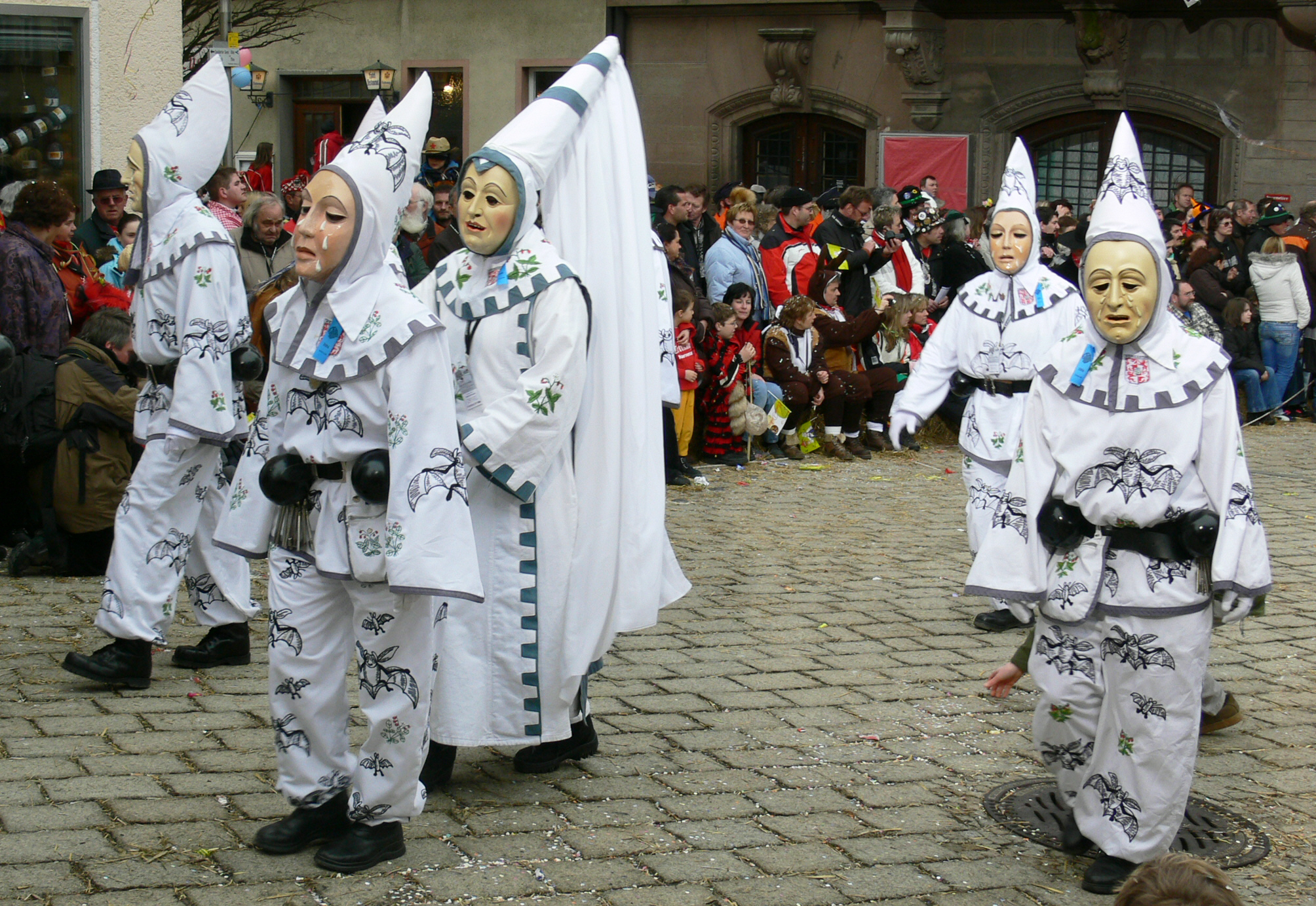
Lauratalgeister

Die Laura und die sie begleitenden Lauratalgeister gehen auf die Laurasage zurück, nach der ein junger Ritter, seine Braut Laura sowie deren Vater in einer Gewitternacht ums Leben kamen. Seither soll Laura zur Mitternachtsstunde im bei Weingarten liegenden Lauratal Wanderern erschienen sein. Bei den Lauratalgeistern handelt sich um Weißnarren, deren Häs mit Fledermäusen und Erdbeersträußchen bestickt ist. Die Holzmaske der Lauratalgeister ist mit Tränen versehen. Sie tragen eine Henninhaube, einen Gürtel mit Holzschellen, deren trauriger Klang durch Steine erzeugt wird, und ein Schlüsselbund als Symbol der Erlösung.
Die Maskengruppe, die auf eine kurz nach dem Zweiten Weltkrieg begonnene Tradition zurückgeht, gibt es in ihrer heutigen Form seit 1971.

### Schlösslenarr

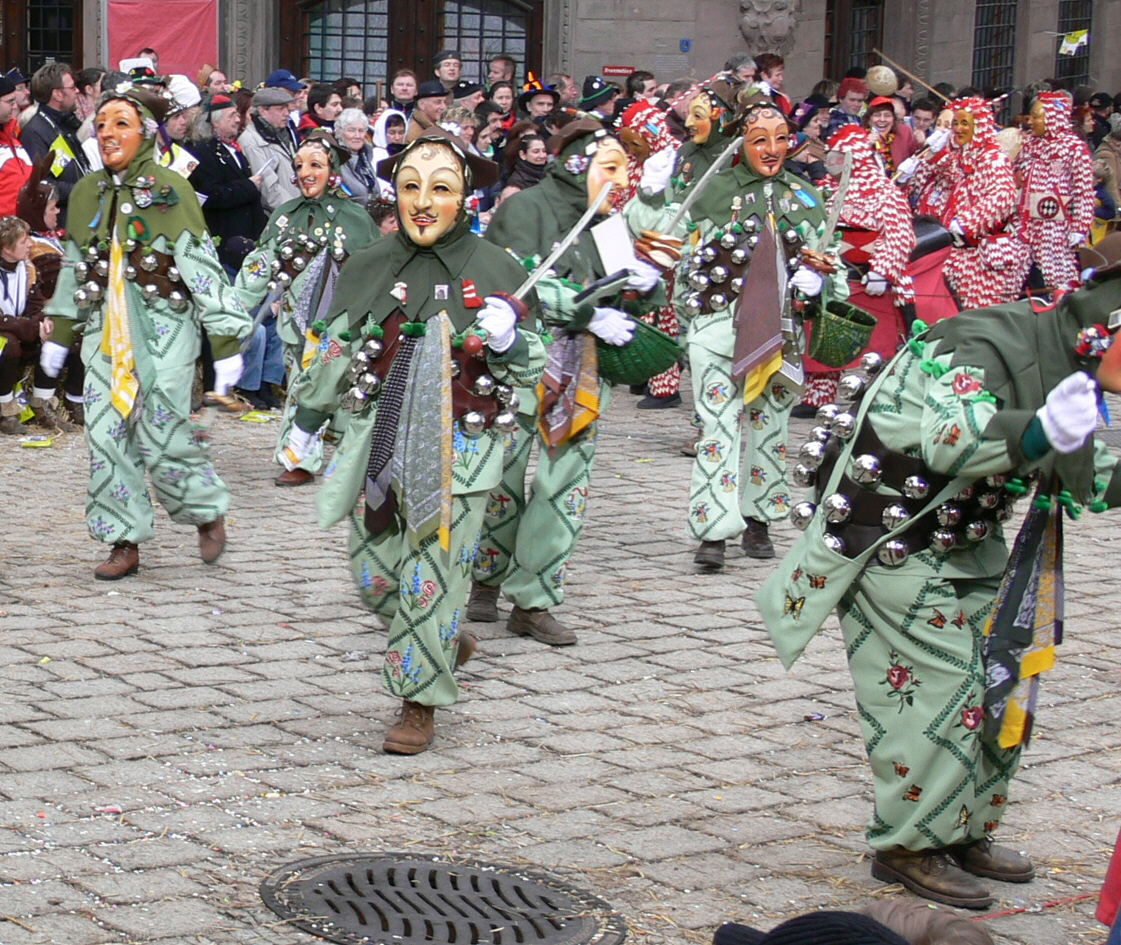
Schlösslenarren

Die Figur des Schlösslenarren entstand 1975. Altdorf war bis 1805 Sitz der Oberen Landvogtei Schwaben, die ab 1541 zu Österreich gehörte. Der Landrichter der Landvogtei hatte seinen Sitz zeitweilig im sogenannten „Schlössle“, einem Renaissance-Gebäude aus dem 16. Jahrhundert, in dem sich heute das Weingärtner Stadtmuseum befindet.
Der Schlösslenarr ist ebenfalls eine Weißnarrengestalt. Sein grünes Häs ist mit verschiedenen Motiven aus der Barockzeit bestickt. Seine ebenfalls barocke Maske zeigt ein freundliches Männergesicht mit Schnurr- und Kinnbart. Auf der Maskenhaube sitzt ein kleiner Zweispitz. Der Schlösslenarr trägt ein Gschell mit vier bis sechs Strängen. Sein Narrenattribut ist ein Säbel, der beim Verteilen von Brezeln bei den Narrensprüngen als Brezelstange benutzt wird.

### Altdorfer Schalknarr
Der Schalknarr geht auf eine Einzelfigur im Weingarten des 19. Jahrhunderts zurück, die lange Jahre der Wirt Fritz Schiele verkörperte. In den 1950er Jahren wurde die Figur als Kinderhäs wiederbelebt. Als Einzelfigur führte damals Tilo Schabert im Schalknarrenhäs die Narrensprünge an. Nach seinem Weggang zum Studium 1962 schlief diese Tradition ein. Nachdem das alte Kostüm zufällig auf einem Dachboden wiederaufgefunden wurde, belebte die Plätzlerzunft die Figur neu. 2015 nahmen das erste Mal ein Erwachsener und eine Gruppe von zunächst drei Kindern als Schalknarren an der Fasnet teil. Mi-Parti, Gugel bzw. eine Narrenkappe mit Eselsohren und die Marotte lassen die Figur sofort als klassischen Schalknarren erkennen.

### Weitere Narrenfiguren

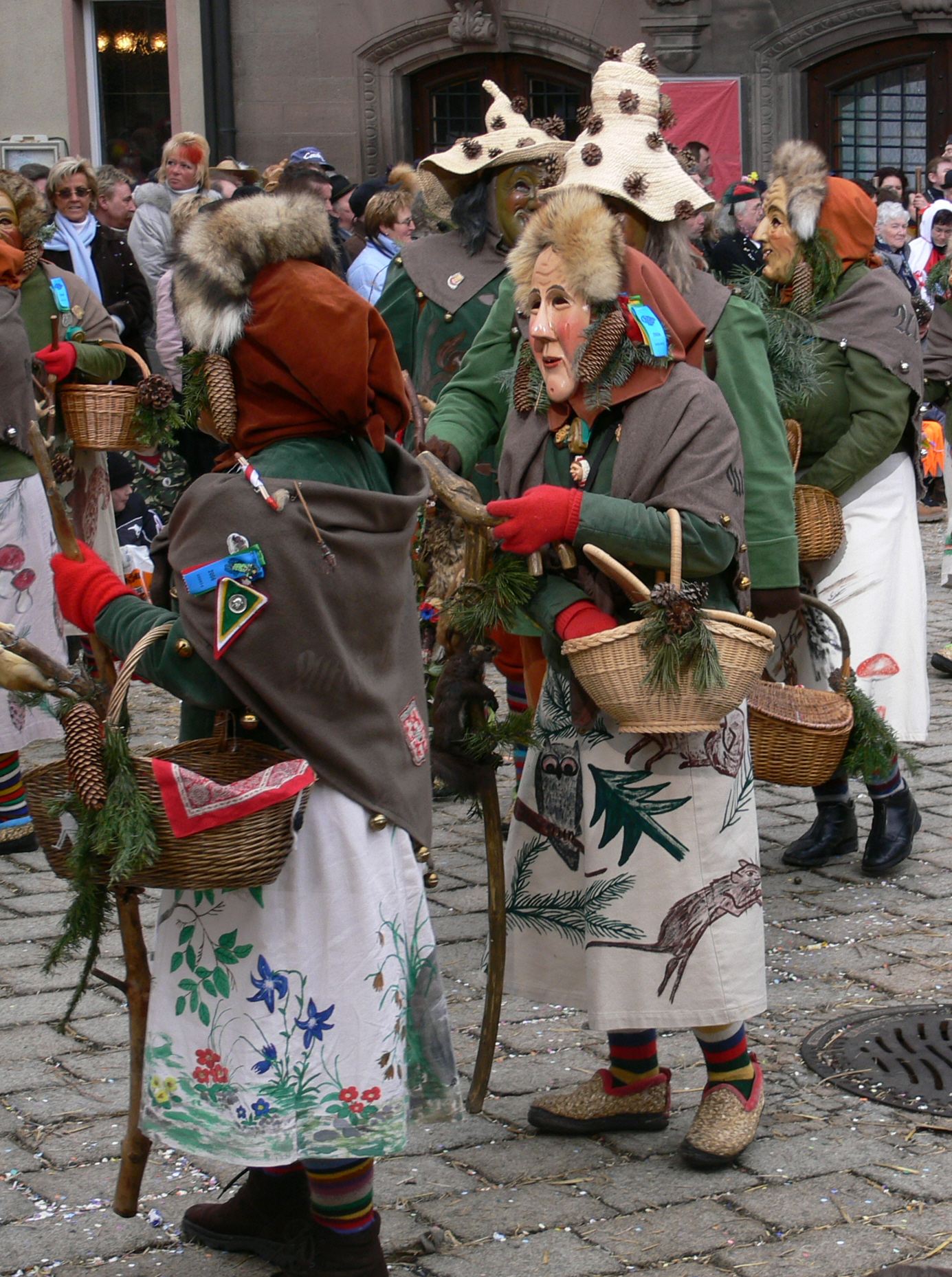
Waldweible

Weitere Narrenfiguren sind Waldweible und Wurzelsepp, der Büttel, die Trachtenfrauen sowie die Rathaustanzgruppe.

## Ablauf der Fastnacht in Weingarten
Die Fastnacht beginnt am Dreikönigstag, dem 6. Januar um Punkt 12 Uhr mit dem letzten Glockenschlag in Weingarten. Die Narren begrüßen mit der Karbatsche, der bis zu fünf Meter langen Narrenpeitsche, in den Straßen der Innenstadt lautstark die Fastnacht. Während in der Fasnet nur die männlichen, rot-weißen Plätzler schnellen dürfen, kann sich hier jeder, der Lust verspürt, einmal an der Karbatsche versuchen. Die Fasnachtskostüme, hier Häser genannt, werden erst nach dem Maskenabstauben getragen. Dieses findet in der Regel am ersten Freitag nach Dreikönig zusammen mit der Vereidigung der Jungnarren und Neumitglieder der Narrenzunft auf dem Münsterplatz statt.
Am Abend vor dem Gumpigen Donnerstag ziehen die Narren, allerdings erneut frei kostümiert, in einem Sternmarsch zum Plätzlerbrunnen neben dem Amtshaus. Nach der Brunnenputzede mit der symbolischen Reinigung der steinernen Plätzlerfigur am Brunnen ziehen die freien Gruppen mit musikalischer Begleitung durch die Lokale der Innenstadt. Am Gumpigen Donnerstag selbst ziehen die Narren durch die Straßen der Stadt und verkünden die Fastnacht. Die Plätzler „befreien“ die Schulen und „erstürmen“ das Rathaus. Danach ziehen die Kindergartenkinder verkleidet durch die Stadt, und die Zimmermannszunft stellt den mit rot-weißen Bändern geschmückten Narrenbaum auf dem Münsterplatz auf. Anschließend findet vor dem Rathaus der Rathaustanz statt, das nachweislich älteste närrische Brauchtum in Weingarten. Nach Einbruch der Dunkelheit beginnt der Umzug der mit weißen Gewändern und Kapuzen verkleideten Hemdglonker. Die Narrenverbrüderung der Weingartner und Ravensburger Narren am Fasnetssamstag findet in jährlichem Wechsel entweder in Weingarten oder in Ravensburg statt. Am Fasnetssonntag findet der heimische Narrensprung in Weingarten unter Beteiligung auswärtiger Gastzünfte statt.
Das Treffen des Mostclubs L am Fasnetsmontag ist seit 1908 ein traditioneller Bestandteil der Weingartener Fastnacht. In einer närrischen Diskussion werden dort Politiker und andere örtliche Prominente veräppelt. Der Mostclub ist kein eingetragener Verein und gehört auch nicht zur Plätzlerzunft.
Beim Brezelwerfen am Fasnetsdienstag werden Brezeln an Kinder verteilt. Am Abend wird die Fastnacht zu Grabe getragen. Der hochwohllöbliche Beerdigungsverein Großmaul, gegründet 1964, hat die Aufgabe, die aufgebahrte Leiche durch die Stadt bis zum Münsterplatz zu begleiten. Dem Trauerzug schließen sich die wehklagenden Narren an. Beim Narrenbaum auf dem Münsterplatz wird die Leichenpredigt gehalten. Unter lautstarkem Wehklagen der Narren wird die Fasnet danach verbrannt. Anschließend trifft man sich zum Leichenschmaus in den Lokalen der Stadt.
Bis 2008 wurde der Narrenbaum in den frühen Morgenstunden des Aschermittwochs gefällt. Seit 2009 wird er am Samstag nach Aschermittwoch, dem Funkensamstag, um 11.11 Uhr von den Zimmerleuten gefällt und danach versteigert. Seit 2022 wird der Narrenbaum wieder am Aschermittwoch morgen gefällt.

## Weitere Narrenvereine in Weingarten
Neben der Plätzlerzunft als treibende Kraft der schwäbisch-alemannischen Fasnet und dem Mostclub L gibt es in der Stadt noch den Narrenverein Wikinger (gegründet 1977) und den Narrenverein Bockstall (gegründet 1982) sowie die freie Maskengruppe Altdorfer Tratschbase (gegründet 2006).
Neben dem als Zunftkapelle fungierenden Städtischen Orchester Weingarten wirken auch der Fanfarenzug Welfen Weingarten (gegründet 1957), die Altdorfer Schalmeien (gegründet 1982) und die Guggenmusik SchussaGugga (gegründet 2008) regelmäßig als musikalische Begleiter der örtlichen Fasnet mit. Auch Lumpenkapellen und andere Musikgruppen aus Nachbarorten wie Baienfurt, Baindt und Berg sind regelmäßige Gäste bei der Weingartener Fasnet.

## Varia
Das 2003 eröffnete Fasnetsmuseum der Plätzlerzunft bietet das ganze Jahr über Einblick in die Geschichte und Entwicklung der Altdorfer Fasnet. In einem ehemaligen Lehenshof des Klosters Weingarten (Am Vorderochsen 3) sind über 50 lebensgroße Figuren sowie zahlreiche Bilddokumente, Narrenutensilien und Holzmasken ausgestellt. Ein besonderer Schwerpunkt liegt auf museumspädagogischen Angebote für Schulen und Kindergärten, um Wissen über die Bräuche und Begeisterung für die Fasnet an jüngere Generationen und insbesondere auch an Zugezogene und Migranten zu vermitteln.
Anfang Februar 2014 hatte der ethnologische Dokumentarfilm „Von Narren und Hexen“ der kanadischen Filmemacherin Danièle Bellemare Lee in Weingarten und Ravensburg Premiere. Der Film entstand in Zusammenarbeit mit der Plätzlerzunft und der Ravensburger Schwarze Veri Zunft.
2016 wählte die Plätzlerzunft mit Susanne Frankenhauser als erste Mitgliedszunft der VSAN eine Frau zu ihrer Zunftmeisterin. Seit 2024 ist Jens Rall Zunftmeister.